# Łokomotiw Pietrozawodsk
Łokomotiw Pietrozawodsk (ros. Футбольный клуб «Локомотив» Петрозаводск, Futbolnyj Kłub "Łokomotiw" Pietrozawodsk) – rosyjski klub piłkarski z siedzibą w Pietrozawodsku.

## Historia
Chronologia nazw:
- 1921—1936: Komanda Żeleznodorożnikow Pietrozawodsk (ros. «Команда железнодорожников» Петрозаводск)
- 1936—2000: Łokomotiw Pietrozawodsk (ros. «Локомотив» Петрозаводск)
- 2001: Łokomotiw-TCz24 Pietrozawodsk (ros. «Локомотив-ТЧ24» Петрозаводск)
- 2002—...: Łokomotiw Pietrozawodsk (ros. «Локомотив» Петрозаводск)

Piłkarska drużyna o nazwie Komanda Żeleznodorożnikow została założona w mieście Pietrozawodsk w 1921. W 1936 roku klub zmienił nazwę na Łokomotiw Pietrozawodsk.
W 1950 roku zespół debiutował w Klasie B Mistrzostw ZSRR, w której występował tylko rok.
W latach 1950–1951 uczestniczył w rozgrywkach Pucharu ZSRR.

## Sukcesy
- 10 miejsce w Klasie B ZSRR: 1950
- 1/32 finału w Pucharze ZSRR: 1950